# Eremias fasciata
Eremias fasciata là một loài thằn lằn trong họ Lacertidae. Loài này được Blanford mô tả khoa học đầu tiên năm 1874.